# Charette (Isère)
Charette è un comune francese di 441 abitanti situato nel dipartimento dell'Isère della regione dell'Alvernia-Rodano-Alpi.

## Società

### Evoluzione demografica
Abitanti censiti